# Abbaye Saint-Andoche d'Autun
L'abbaye Sainte-Marie et Saint-Andoche d'Autun est une abbaye royale de moniales bénédictines fondée en l'an 592 par la reine Brunehilde à Autun (Saône-et-Loire), située au niveau des nos 1 à 7 rue Saint-Germain, ancienne paroisse de Saint-Pierre et Saint-Andoche.

## Historique
L'abbaye fut bâtie sur le lieu même de l'ancien temple de Diane. D'autres auteurs parle d'un temple à Minerve, sœur de la précédente.
Dès le début de sa fondation, cette abbaye est placée sous la juridiction ordinaire de l'évêque d'Autun. Saint-Grégoire le Grand parle dans ses lettres du monastère de la Sainte-Vierge à Autun, bâti par Brunehaut et par l'évêque Syagre, et dont Thalassie, ou Thessalie, serait la première abbesse. Il confirme les privilèges royaux par des privilèges pontificaux sous la forme de lettre en 602.
C'est un « xenodochium », c'est-à-dire un hospice pour voyageurs pauvres qui offre également l'hospitalité aux voyageurs étrangers. Ce qui expliquerait qu'il soit situé près de la porte à laquelle il laissera son nom et qui sera intégrée à l'édifice, devant vraisemblablement servir d'entrée au monastère, et datant du Ier siècle.
Dans un titre de 858, Jonas, l'évêque d'Autun, décide de l'augmentation des revenus de l'abbaye. Une charte en faveur de l'abbaye de Charles le Chauve, datée de 859, fait mention de Savilli (Saviliacum) et d'une forêt appelée Centuperas. La charte de Jonas sera confirmée en 900 et 928.
Marie de Vienne, abbesse en 1449, conteste la juridiction de l'évêque et se pourvoit devant le Parlement de Paris, car le Parlement de Dijon n'existait pas encore. Elle se pourvut également devant le pape Nicolas V, duquel elle obtint un bref adressé à l'official de Langres portant pouvoir de déclarer l'abbaye exempte. L'enquête fut faite par l'official, sans y appeler l'évêque d'Autun. Il déclara l'abbesse exempte et procéda par censure contre l'évêque Antoine Ier de Chalon, qui porta plainte à la Cour et obtint de celle-ci un arrêt contradictoire le 6 septembre 1450, qui cassa toutes les décisions de l'official de Langres. Depuis, les choses sont rentrées dans l'ordre et l'archevêque de Lyon qui administre l'évêché pendant la vacance du siège, ainsi que l'évêque en place, exercent leur juridiction ordinaire sans problème.
Concordat fait entre l'abbesse et Louis II Doni d'Attichy le 13 novembre 1662, c'est une grâce accordée par le prédécesseur de M. d'Autun qu'il a bien voulu confirmer et qui n'obligerait pas ses successeurs ; mais qui pour tout le reste n'empêche pas que l'évêque d'Autun n'ait droit d'exercer la puissance épiscopale dans toute sa plénitude et son étendue dans le monastère de Saint-Andoche, soit pour la juridiction volontaire ou pour la contentieuse qui s'exerce dans le Tribunal de l'officialité.
Au Carnaval d'hiver de l'an 1678, les choses se gâtèrent. L'évêque Gabriel de Roquette fut informé que la Dame abbesse donnait, dans l'enceinte du couvent, un divertissement conforme à la saison mais peu en rapport avec l'austérité de la discipline qui sied à ces lieux. L'ayant vertement réprimandée sur ses sorties et autres frasques, celle-ci décida de se soustraire à sa juridiction : l'occasion en fut telle. Deux religieuses de l'abbaye de Pralon, du diocèse de Langres, impatientes peut être de sortir de leur maison de profession, avaient passé en 1674 un contrat avec l'abbesse de Saint-Andoche, par lequel il fut stipulé qu'elles demeureraient dans son abbaye leur vie durant. Contrat approuvé par l'évêque de Langres, Louis Armand de Simiane de Gordes, avec la condition expresse d'obtenir l'autorisation de l'évêque d'Autun. L'évêque ne fut jamais informé et, ayant reconnu au cours de ses visites que les deux religieuses causaient de la division dans le monastère, il leur fit signifier une obédience de l'évêque de Langres avec une des siennes, toutes deux portant injonction qu'elles dussent se retirer dans leur maison de profession et défense à la Dame abbesse de les retenir plus longtemps. C'est de cette ordonnance que la Dame abbesse et d'un mandement de visite du 23 novembre dernier, qu'elle interjeta appel, comme d'abus pour ne pas souffrir sa visite. En conséquence de quoi, elle fit fermer les portes de l'église de l'abbaye lorsque le prélat se présenta pour sa visite. Sommée d'ouvrir, elle persista dans son refus. Cette attitude obligea l'évêque à se pourvoir devant la Cour, où il obtint un arrêt stipulant que la visite commencée devait continuer. L'abbesse ne voulut rien entendre, passa outre le jugement et interjeta appel. Les portes furent ouvertes par ordonnance du lieutenant général d'Autun qui dressa ses procès-verbaux. L'évêque essaya de ramener tout le monde à la raison, sans succès car l'abbesse avec sept autres religieuses s'étaient barricadées et enfermées dans ses appartements. L'évêque, devant un tel désordre et division des religieuses, fit appeler quatre religieuses de l'abbaye Sainte-Marie de la Visitation d'Autun, pour tâcher de ramener les esprits à de meilleurs sentiments. L'évêque dut se résigner à les retirer à leur demande, faute de réussite. Des religieuses de Saint-Andoche demandèrent à l'évêque de les placer en d'autres lieux pour le salut de leur âme. Plusieurs quittèrent le monastère pour être placées à la Visitation, à l'abbaye de Saint-Jean-le Grand.
L'ensemble des bâtiments furent entièrement reconstruits aux XVe, XVIIe et XIXe siècles. Les bâtiments renferment aujourd'hui des bureaux et l'on voit toujours la tour de l'ancienne porte romaine enserrée dans les bâtiments, du côté de la façade occidentale.

## Architecture

### Les églises
- église primitive, disparue au XVe siècle, construite dans un axe est-ouest. Les chapiteaux de la nef datent d'avant 1119[5]. L'église voûtée comprend douze piliers qui devait avoir une orientation est-ouest, comme un prolongement de l'église détruite au XIXe siècle. L'église gothique est figurée sur un plan conservé aux Archives départementales de la Côte-d'Or, et également sur le plan cadastral d'Autun avec les anciens remparts[6].

Dans un texte de 1705, il est dit que dans l'enceinte du monastère existe « une très ancienne chapelle bâtie en rotonde que l'on appelle “Notre-Dame sous terre” », l'emplacement de celle-ci n'est pas indiqué.
Une procession avait lieu dans toute la ville le jour des Rameaux. Elle commençait à l'aube, partant de Saint-Lazare, après la messe, la procession descendait la ville, faisant halte devant Notre-Dame. Des invocations à saint Pierre et saint Étienne se faisaient sans se rendre à cette église trop éloignée. La procession s'arrêtait ensuite au prieuré Saint-Racho-lez-Autun. Les châsses contenant les reliques étaient déposées au pied du maître-autel alors qu'était déclamé le récit de l'entrée du Christ à Jérusalem, les moniales répondant par des chants. C'est en ces lieux que l'on procédait à la bénédiction des Rameaux, puis on se rendait au cimetière du prieuré pour y entendre le sermon. Les chanoines du Chapitre prenaient leur repas au prieuré selon la coutume et le peuple déjeunait dans les champs ou dans les granges. La procession repartait ensuite en direction de l'abbaye Sainte-Marie de Saint-Jean-le-Grand d'Autun, et l'on ne manquait pas en passant de saluer le sanctuaire de l'abbaye de Saint-Martin d'Autun que l'on apercevait également. Les châsses étaient ensuite exposées dans l'abbatiale de Saint-Jean-le-Grand, au pied du maître-autel. Le cortège s'ébranlait ensuite de nouveau en direction de Saint-Andoche, saluant au passage le vocable de saint Jean l'Évangéliste. De retour à Saint-Lazare, les reliquaires étaient de nouveau exposés au pied de l'autel offert à la dévotion de la foule, jusqu'après l'office de complies.
Les obituaires de Saint-Andoche sont conservés aux Archives départementales de Saône-et-Loire ;
- église construite au XVe siècle par l'abbesse Loyse d'Alonne, détruite au XIXe siècle[8] ;
- chapelle Saint-Sacrement reconstruite sur les vestiges de la précédente par Jean Roidot-Houdaille entre 1868 et 1872 dans un axe nord-sud[8].

### La crypte
La crypte fait l’objet d’une inscription au titre des monuments historiques depuis le 23 février 1993.
J-G Bulliot reconnut dans les caves des bâtiments une crypte d'époque carolingienne. Il remarqua que le sol avait subi une surélévation, ce qui fut confirmé par la suite, précisant que le niveau d'origine était inférieur d'un mètre à l'actuel.
On y accède en longeant la construction romaine et la tour de la porte Saint-Andoche prise dans le bâtiment. Au sud de cette tour, on entre dans une salle voûtée où l'on distingue bien les éléments de construction de celle-ci de ceux du mur d'enceinte romain. Cette construction est de plan rectangulaire, avec une orientation est-ouest, présentant quatre nefs, nord-sud et quatre nefs est-ouest. Les travées disposées dans le sens ouest-est permettent de déterminer le sens de circulation et laissent ainsi dégagées au centre deux larges nefs d'une moyenne deux mètres, et deux plus petites de chaque côté d'un seul mètre environ.
Les piliers des côtés ont des plans quadrangulaires et ceux du centre sont carrés, ils procèdent de cette même règle d'organisation. Les chercheurs qui ont étudié ce site ont remarqué que les murs latéraux n'avaient pas d'ouverture et que subsistaient quelques marches à l'ouest, aux extrémités latérales, ce qui conforte bien le sens de l'accès. À l'est, le mur recevant les voûtes est repris ne permettant pas d'y voir un passage. Sur le mur nord, du côté du Levant, se situe une ouverture obstruée, qui pouvait être un passage vers l'extérieur ou une autre partie des bâtiments. À l'opposé se trouve une fenêtre à double ébrasement, semblant avoir été repercée, indiquant que ce mur était enterré.
Si l'on imagine la descente du sol d'un mètre au-dessous du niveau actuel, on se rend compte que les proportions de l'ensemble de l'édifice changent. Les archéologues ont pu constater qu'il existait une analogie entre le rythme des nefs et la disposition des ouvertures dans les portes romaines. Le rythme pair s'opposant en partie au rythme impair des constructions religieuses habituelles. Ce qui laisse penser que l'architecte des lieux c'est largement inspiré de son environnement.
Les dimensions de cette crypte sont de 13,9 mètres sur 10,3 mètres. Cette dimension intérieure est comprise entre 13,20 m et 13,50 m pour la longueur et 9 m à 9,20 m pour la largeur, en ne tenant pas compte des modifications. Pièce de dimensions irrégulières, les piliers eux aussi ne sont pas tous identiques. La pierre varie aussi, les grès sombres sont aux voûtes. Les voûtes d'arête sont supportées par de larges doubleaux. Les pierres sont maçonnées à joints larges, pouvant atteindre entre les claveaux plus de 4 cm. L'ensemble est au moins antérieur au XIe siècle et certaines techniques employées laissent à penser à une construction carolingienne ou post-carolingienne.

## Le trésor
Parmi le mobilier, il y avait encore au XVIIIe siècle des burettes que l'on disait avoir appartenu à saint Andoche et dont la description est donnée dans Le voyage littéraire de deux religieux bénédictins.

### Les bâtiments conventuels
Les bâtiments du XVIIe siècle, encore conservés, avec la présence des contreforts d'angles, ont une orientation est-ouest.

#### L'atelier de monnayage
Étienne Cavalié, archiviste paléographe de l'école des chartes, a rédigé des monographies des ateliers de monnayages ecclésiastiques de France du Xe au XVe siècle, dont celui de l'abbaye de Saint-Andoche d'Autun, avec une étude iconographique. Une monnaie d'argent de la période carolingienne est attestée comme provenant de Saint-Andoche d'Autun ou de Bordeaux.

#### Les cuisines
Elles sont situées au XVIIIe siècle sur l'emplacement du temple de Diane, selon l'abbé Expilly.

#### Le réfectoire
Il se situe au-dessus de la crypte.

## Le cimetière
Dans le cimetière de la communauté religieuse est pratiqué l'inhumation en pleine terre (terres noires). Une étude anthropologique de deux squelettes qui possèdent des signes pathologiques d'anémie, voire de syphilis (période médiévale) donne à penser à l'existence d'une structure hospitalière. Guyes Drées y a été inhumé en 1338.
À proximité de l'ancien cimetière paroissial et de l'ancienne cure (no 5 rue Saint-Germain), il fut retrouvés des ossements épars à très faible profondeur (0,65 cm) sous le niveau actuel de la chaussée. Ceux-ci firent déjà l'objet d'observations précédentes qui correspondent à des bouleversements dont les causes ne sont pas déterminées. Dans la partie haute de la rue Saint-Pierre (nos 6 à 9, cadastre 1984) et de la rue du Châtelet (nos 1 à 7, cadastre 1984) furent découvertes des sépultures orientées d'est en ouest qui sont liés au xenodochium et à l'abbatiale lui faisant suite. Ce cimetière empiète sur la partie dévolue aux voies de circulation dans l'Antiquité. Les sépultures de la rue du Châtelet se situent entre 1,70 m et 2,20 m de profondeur et à un niveau légèrement inférieur dans la rue Saint-Pierre, 1,5 mètre et 1 mètre sous la chaussée actuelle. Aucune trace d'aménagement n'est visible. Le niveau de circulation était à 40 cm plus bas que le niveau actuel.

## Fondations d'anniversaires
- 1501 : l'évêque d'Autun, Jean VI Rolin, y fonde le sien[13].

## Abbesses et prieures
Les successions des abbesses fut au cours des siècles un éternel sujet de querelles. Le cadre idyllique et théorique fut établi par Grégoire Le Grand : « Nous établissons qu'au décès de l'abbesse du monastère sus-dit, aucune autre ne sera installée là par quelque ruse ou surprise si ce n(est celle que le souverain de cette province, avec le consentement des moniales et conformément à la crainte de Dieu, élira et ordonnera ». Aucun coutumier n'est parvenu jusqu'à nous. Aucun texte ne fait allusion à une élection de l'abbesse à Saint-Andoche, exception de l'évocation de la nomination de procureurs généraux par l'abbesse Louise de Clugny, dans l'appel déposé à la curie romaine par elle entre elle et la religieuse Dame Marguerite de Vienne, religieuse de l'abbaye de Remiremont, nièce de la dernière abbesse, au sujet du droit pour la dignité abbatiale du monastère de Saint-Andoche. À la fin de deux des obituaires de Saint-Andoche est inscrit, entre autres, le déroulement de la réception de l'évêque d'Autun par l'abbesse. Il y est spécifié que l'évêque se rend la veille de l'intronisation de l'abbesse, qu'il passe la nuit à l'abbatiale, mais qu'ensuite il n'a plus le droit d'y retourner. Le pape Nicolas V confirme par une bulle en mars 1450. Cette bulle est citée quelque temps plus tard par l'official de Langres, confirme l'exemption pour le temporel et précise que l'évêque ne peut se rendre dans l'abbaye que la veille de son intronisation. En cas d'exemption c'est le pape qui bénit la nouvelle abbesse par délégation d'un évêque ou d'un abbé ;
- vers 592 : Thessalie ou Thalassie, serait la première abbesse[19] ;
- 1338 : Marguerite de Montagu, abbesse, élue contre l'ancienne abbesse, Marguerite de Sancey[20] ;
- 1382 : Alix de Sainte-Franchise[21] ;
- 1408 : Jacquette de Vienne, abbesse, année de sa mort ;
- 1408 : Guillemette d'Oiselet, abbesse qui fut vraisemblablement béni par Milon de Grancey, évêque d'Autun[22] ;
- 1449 : Marie de Vienne, abbesse, aurait résigné en faveur de sa nièce, Marguerite de Vienne, religieuse à l'abbaye de Remiremont, selon le frère de l'abbesse morte en 1470, Guillaume de Vienne, seigneur de Montbis ;
- 1473 : Louise de Clugny, abbesse ;
- vers 1560 : Antoinette de Tournon, abbesse ;
- 1632 : Marguerite de la Balme, abbesse, qui assista à l'ouverture du sépulcre de la reine Brunehaut le 25 août 1632 à l'abbaye de Saint-Martin d'Autun[23] ;
- 1678 : Marie de la Baume, abbesse ;
- 1678 : Françoise d'Escousses-de-Siropt, prieure ;
- 1705 : Denise de Pernes d'Espinac (décédée le 21 novembre 1721[24]) abbesse coadjutrice avec Marie de la Baume devenue infirme[25] ;
- 1722 : Marie-Thérèse de Saulx-Tavanes, religieuse de l'abbaye royale de Jouard, ordre de Saint-Benoît et abbesse de Saint-Andoche[26],[27] ;
- date inconnue : Guiote de Drée, abbesse, elle y fonda deux anniversaires[28].

## Religieuses notables
En 1771, c'était encore une abbaye de bénédictines mitigées, ayant le titre de chanoinesses ;
- vers 1480 : Marguerite de Traves, religieuse[30] ;
- 1551 : Marguerite de Brancion, neuvième et dernière enfant des quatre filles de Jacques, comte de Brancion et d'Anne Chamilli[31] ;
- 1679 : Jeanne de la Rivière, Philippes Raveau, Edmée Françoise Descrailles-de-la-Marche, Françoise Descrailles, Louise Deltous-de-Viart, religieuses professes. Jeanne d'Aullenay l'aînée ; Françoise d'Aullenay, la cadette ; Isabelle de Choiseul, l'aînée ; Marguerite de Choiseul, la cadette ; Edmée de Lucenay-de-Gentil, l'aînée ; Claire de Lucenay-de-Gentil, la cadette ; Edmée de Banchereault, l'aînée ; Polixene de Banchereault, la cadette ; Jeanne d'Arlay ; Marie-Claire de Chaugy-de-Roussillon et les deux sœurs de Ramilly, toutes religieuses de l'abbaye.

## Livre de comptes et revenus
Un unique livre de comptes, incomplet, est conservé aux Archives départementales de Saône-et-Loire. Dépense confirmant la venue de l'évêque pour la bénédiction d'une abbesse en 1408 : « six gros pour les depens de Guillaume d'Estucigny quant il ala à Pisy vers monseigneur l'evesque d'Ostun le querir pour benir madite dame d'Oiselet le jour que ma dame l'abbesse partit d'Ostum apres sa benediction I escu ».
En 1762, cette abbaye a un revenu de 10 000 livres de rentes.

## Propriétés
- Saint-Prix, en partie, avec la forêt domaniale ;
- Demigny, litige au sujet de rentes en grains avec les Templiers du lieu qui possèdent une chapelle en un lieu-dit Curma, sur le territoire de la paroisse de Demigny et arbitré par une charte de l'évêque Guy Ier de Vergy, en 1225 ;
- Sainte-Radegonde, au bailliage de Montcenis et de la recette d'Autun, la collation de l'église sous ce vocable est au monastère de Saint-Andoche d'Autun, encore en 1789 ;
- Volnay, sur la Côte de Beaune, village haut perché, adossé à la montagne du Chaignot. Vignoble mis en valeur successivement par les chevaliers de Malte, l'abbaye de Saint-Andoche d'Autun et l'abbaye de Maizières, puis domaine du duc de Bourgogne et du roi de France[34]. La cure a sûrement été réalisée par l'abbaye de Saint-Andoche d'Autun, dont tous les villages autour de Beaune faisaient partie du diocèse d'Autun[35] ;
- Lucenay-lès-Aix : au XIIe siècle, il y existe un couvent relevant de l'abbaye de Saint-Andoche d'Autun ;
- Curgy, fait partie du domaine de l'abbaye Saint-Andoche d'Autun[36] ;
- Tintry, la patronne de la cure était l'abbesse de Saint-Andoche d'Autun[37] ;
- La quatrième paroisse d'Autun, sous le vocable de Saint-Pierre à la collation de l'abbaye de Saint-Andoche en 1789[38].

### Sources et bibliographie
- Collectif, Recueil des actes, titres et mémoires concernant les affaires du clergé de France, 12 volumes, Tome VI, Paris et Avignon, 1769, p. 634-640 .
- Louis-Sébastien Le Nain de Tillemont, Mémoires pour servir l'histoire ecclésiastique des six premiers siècles, Bruxelles, 1732, p. 17-20.
- Jacques Lelong et Charles Marie Fevret-de-Fontette, « Saint-Andoche d'Autun », in Bibliothèque Historique de France, t.I, Paris, 1778.
- Alain Rebourg, « L'Urbanisme d'Augustodunum », in Gallia, no 55, 1998, p. 141-236, Éditions CNRS, 1999
- Christian Sapin, Autun cité mérovingienne, article[Où ?], p. 32-38.
- Harold de Fontenay, Autun et ses monuments, [avec un précis historique par Anatole de Charmasse], Autun, 1889.
- Nathalie Verpeaux, Les Obituaires de l'Abbaye Saint-Andoche d'Autun, [édition suivie de quelques éléments d'interprétation], mémoire de DEA soutenu en 1998 à Paris I sous la direction de Michel Parisse.
- T. J. Schmitt, L'Organisation ecclésiastique et la pratique religieuse dans l'archidiaconé d'Autun 1650-1750, Dijon, chez l'auteur, 1957.
- Archives départementales de Saône-et-Loire : important fonds de l'abbaye comportant près de cinq cents liasses. H 674-1167 ; H 1621 - 1626 IXe – XVIIIe siècle
- Archives départementales de la Côte-d'Or : 74 H et BII 1220-1223 (justice de l'abbaye).